# Shūhei Yomoda
Shūhei Yomoda (四方田 修平?, Yomoda Shūhei; Chiba, 14 marzo 1973) è un allenatore di calcio ed ex calciatore giapponese, tecnico dello Yokohama FC.

## Carriera
Prima di diventare allenatore, ha giocato a calcio solamente a livello giovanile.

## Palmarès

### Allenatore

#### Competizioni nazionali
- J2 League: 1

Consadole Sapporo: 2016